# Cuesta Lo Prado
La cuesta Lo Prado o cuesta de Lo Prado es un paso de montaña en la Cordillera de la Costa en la Región Metropolitana, Chile, entre las provincias de Santiago y de Melipilla. 
Se ubica al suroriente de la comuna de Curacaví. Esta ruta desarrolla su trazado abarcando las comunas de Pudahuel y Curacaví, y permite la articulación entre la Ruta 68 (Santiago-Valparaíso) y la Ruta G-68 (Padre Hurtado-Cuesta Barriga-Los Panguiles), siendo además una alternativa para el túnel Lo Prado desde Santiago hacia el sector norte de Provincia de Melipilla, pasando por el sector de Santa Inés y Pataguilla Interior.
La cuesta Lo Prado data de fines del siglo XVIII, cuando el Gobernador Ambrosio O'Higgins ordenó cambiar el trazado del antiguo camino a Valparaíso por la cuesta Lo Prado, Curacaví y la cuesta Zapata, acortando el recorrido a 140 km desde los 180 km cuando se hacía originalmente por Melipilla. Esta nueva ruta se conoció con el nombre de "Camino de O'Higgins”.
Geológicamente, es el lugar tipo de la homónima formación Lo Prado, del Cretácico inferior, la cual alcanza una potencia de 2000 m en la cuesta Lo Prado y aproximadamente 600 m en el sector quebrada de La Plata.